# Bocfölde, Zala
Bocfölde  este un sat în districtul Zalaegerszeg, județul Zala, Ungaria, având o populație de 1.144 de locuitori (2011). 

## Demografie
Componența etnică a satului Bocfölde
     Maghiari (91,36%)
     Romi (7,02%)
     Necunoscut (0,54%)
     Alții (1,08%)
Componența confesională a satului Bocfölde
     Romano-catolici (68,18%)
     Fără religie (6,99%)
     Reformați (1,75%)
     Necunoscută (21,77%)
     Alte religii (2,1%)
Conform recensământului din 2011, satul Bocfölde avea 1.144 de locuitori. Din punct de vedere etnic, majoritatea locuitorilor (91,36%) erau maghiari, cu o minoritate de romi (7,02%). Apartenența etnică nu este cunoscută în cazul a 0,54% din locuitori.  Din punct de vedere confesional, majoritatea locuitorilor (68,18%) erau romano-catolici, existând și minorități de persoane fără religie (6,99%) și reformați (1,75%). Pentru 21,77% din locuitori nu este cunoscută apartenența confesională.